# Stare Gajdzie
Stare Gajdzie (deutsch Alt Ballupönen, 1938 bis 1945 Schanzenhöh) ist ein Ort in der polnischen Woiwodschaft Ermland-Masuren und gehört zur Landgemeinde Banie Mazurskie (Benkheim) im Powiat Gołdapski (Kreis Goldap).

## Geographische Lage
Stare Gajdzie liegt im Nordosten der Woiwodschaft Ermland-Masuren, 16 Kilometer westlich der Kreisstadt Gołdap (Goldap) und 12 Kilometer südlich der früheren und heute auf russischem Staatsgebiet gelegenen Kreishauptstadt Darkehmen (1938 bis 1945 Angerapp, russisch Osjorsk).

## Geschichte
Der einstmals Gaidschen (vor 1785), Ballupöhnen (nach 1785), Ballupönen (vor 1871) bzw. Alt Ballupönen (bis 1938) genannte kleine Ort bestand vor 1945 aus mehreren großen und kleinen Höfen. Am 6. Mai 1875 wurde er Amtsdorf und damit namensgebend für einen neu errichteten Amtsbezirk, der bis 1945 bestand und – am 12. Januar 1939 „Amtsbezirk Schanzenhöh“ umbenannt – zum Kreis Darkehmen (von 1939 bis 1945 „Landkreis Angerapp“ genannt) im Regierungsbezirk Gumbinnen der preußischen Provinz Ostpreußen gehörte.
Im Jahre 1910 verzeichnete Alt Ballupönen 132 Einwohner Ihre Zahl stieg bis 1925 auf 160, belief sich 1933 auf 161 und im Jahre 1939 noch auf 124. Am 3. Juni – amtlich bestätigt am 16. Juli – des Jahres 1938 wurde Alt Ballupönen aus politisch-ideologischen Gründen der Abwehr fremdländisch klingender Ortsnamen in „Schanzenhöh“ umbenannt.
In Kriegsfolge kam der Ort 1945 mit dem gesamten südlichen Ostpreußen zu Polen und erhielt den polnischen Namen „Stare Gajdzie“. Heute ist er eine Ortschaft innerhalb der Landgemeinde Banie Mazurskie im Powiat Gołdapski, vor 1998 der Woiwodschaft Suwałki, seither der Woiwodschaft Ermland-Masuren zugehörig.

### Amtsbezirk Ballupönen/Schanzenhöh (1874–1945)
Von 1874 bis 1945 war Alt Ballupönen resp. Schanzenhöh Amtsdorf. Zu seinem Bezirk gehörten anfangs acht, am Ende noch sechs Orte:
| Name                              | Änderungsname 1938 bis 1945 | Polnischer Name  | Bemerkungen                                  |
| --------------------------------- | --------------------------- | ---------------- | -------------------------------------------- |
| Alt Ballupönen                    | Schanzenhöh                 | Stare Gajdzie    |                                              |
| Alt und Neu Kermuschienen         | Kermenau                    | Kiermuszyny Małe |                                              |
| Eszerienen 1936–1938: Escherienen | Seehagen (Ostpr.)           | Jezierzyny       |                                              |
| Griesgirren                       | Grieswalde                  | Gryżewo          |                                              |
| Jaggeln                           | Kleinzedmar                 | Jagiele          |                                              |
| Radtkehmen                        | Wittrade                    | Radkiejmy        | 1928 nach Wittgirren eingemeindet            |
| Stobrigkehlen                     | Stillheide                  | Ściborki         |                                              |
| Wittgirren                        | Wittbach                    | Widgiry          | 1935 in den Amtsbezirk Rogahlen umgegliedert |

Am 1. Januar 1945 bildeten den Amtsbezirk Schanzenhöh die Gemeinden Grieswalde, Kermenau, Kleinzedmar, Schanzenhöh, Seehagen und Stillheide.

## Kirche
Alt Ballupönen respektive Schanzenhöh war vor 1945 einerseits in die evangelische Kirche in Klein Szabienen/Schabienen (1938 bis 1945 Kleinlautersee, polnisch Żabin) im Kirchenkreis Darkehmen/Angerapp in der Kirchenprovinz Ostpreußen der Kirche der Altpreußischen Union, andrerseits in die katholische Pfarrgemeinde Gołdap (Goldap) im Dekanat Masuren II (Sitz: Johannisburg, polnisch Pisz) im Bistum Ermland eingegliedert.
Heute gehört Stare Gajdzie zur jetzt katholischen Pfarrei Żabin im Dekanat Gołdap im Bistum Ełk (Lyck) der Römisch-katholischen Kirche in Polen sowie zur evangelischen Kirche in Gołdap in der Pfarrei Suwałki in der Diözese Masuren der Evangelisch-Augsburgischen Kirche in Polen.

## Verkehr
Stare Gajdzie liegt an einer wenig befahrenen Nebenstraße, die von Żabin (Klein Szabienen/Schabienen, 1938 bis 1945 Kleinlautersee) im polnisch-russischen Grenzgebiet nach Ściborki (Stobrigkehlen, 1938 bis 1945 Stillheide) führt, von wo aus Banie Mazurskie (Benkheim) erreichbar ist. In Stare Gajdzie endet ein Landweg, der von Klewiny (Klewienen, 1938 bis 1945 Tannenwinkel) bzw. Radkiejmy (Radtkehmen, 1938 bis 1945 Wittrade) über Kiermuszyny Wielkie nach hier führt.
Eine Bahnanbindung besteht nicht.